# 오카모토 요리코
오카모토 요리코(일본어: 岡本 依子, おかもと よりこ, 1971년 9월 6일 ~ )는 일본의 은퇴한 여자 태권도 선수이다. 2000년 하계 올림픽에 참가하여 동메달을 획득하였고, 이는 일본의 사상 첫 태권도 올림픽 메달이다.
12살때 가라테를 시작한후에, 그녀는 도쿄에 있는 와세다 대학에 입학하였다. 1992년 오리건 대학교에 유학 도중 태권도를 접했다.
오카모토는 1996년 와세다 대학 인류과학을 졸업하였고, 현재는 루나 가나자와에서 일하고 있다.